# Coenonympha trettaui
Coenonympha trettaui är en fjärilsart som beskrevs av Gross 1970. Coenonympha trettaui ingår i släktet Coenonympha och familjen praktfjärilar. Inga underarter finns listade i Catalogue of Life.